# Riedau
Riedau település Ausztriában, Felső-Ausztria tartományban, a Schärdingi járásban, területe 8,0 km².

## Fekvése
Tengerszint feletti magassága 376 méter. Riedau Zell an der Pram, Kallham, Dorf an der Pram és Taiskirchen im Innkreis településekkel határos.

## Népesség
Lakosainak száma 2069 fő (2018. január 1.).